# Wanchy-Capval
Wanchy-Capval är en kommun i departementet Seine-Maritime i regionen Normandie i norra Frankrike. Kommunen ligger i kantonen Londinières som tillhör arrondissementet Dieppe. År 2022 hade Wanchy-Capval 330 invånare.

## Befolkningsutveckling
Antalet invånare i kommunen Wanchy-Capval
| Referens: INSEE |